# Lijst van onroerend erfgoed in Grobbendonk
Een overzicht van het onroerend erfgoed in Grobbendonk. Het onroerend erfgoed maakt deel uit van het cultureel erfgoed in België.

## Bouwkundig erfgoed
| Object                                                        | Erfgoedstatus?                 | Bouwjaar of architect | Deelgemeente | Adres                    | Coördinaten                   | Nummer? | Afbeelding                                                    |
| ------------------------------------------------------------- | ------------------------------ | --------------------- | ------------ | ------------------------ | ----------------------------- | ------- | ------------------------------------------------------------- |
| Monument ter ere van de gesneuvelden                          | Monument                       |                       | Grobbendonk  | Astridplein              | 51° 11' 30" NB, 4° 44' 19" OL | 46953   | Monument ter ere van de gesneuvelden                          |
| Huis De Ram                                                   |                                |                       | Grobbendonk  | Astridplein 8A           | 51° 11' 28" NB, 4° 44' 22" OL | 46954   | Huis De Ram                                                   |
| Burgerhuis Arbeid Adelt Anno 1915                             |                                |                       | Grobbendonk  | Astridplein 36           | 51° 11' 32" NB, 4° 44' 24" OL | 46955   | Burgerhuis Arbeid Adelt Anno 1915                             |
| Villa                                                         |                                |                       | Grobbendonk  | Bergstraat 1             | 51° 11' 35" NB, 4° 44' 14" OL | 46956   | Villa                                                         |
| Pensionaat                                                    |                                |                       | Grobbendonk  | Bergstraat 3-5           | 51° 11' 35" NB, 4° 44' 13" OL | 46957   | Pensionaat                                                    |
| Twee burgerhuizen                                             |                                |                       | Grobbendonk  | Bergstraat 14-16         | 51° 11' 38" NB, 4° 44' 14" OL | 46958   | Twee burgerhuizen                                             |
| Parochiekerk Sint-Lambertus                                   |                                |                       | Grobbendonk  | Boudewijnstraat          | 51° 11' 27" NB, 4° 44' 16" OL | 46959   | Parochiekerk Sint-Lambertus                                   |
| Classicistische pastorie Sint-Lambertusparochie               | Monument                       |                       | Grobbendonk  | Boudewijnstraat 2        | 51° 11' 26" NB, 4° 44' 17" OL | 46960   | Classicistische pastorie Sint-Lambertusparochie               |
| Brugwachterswoning                                            | Monument                       |                       | Grobbendonk  | Boudewijnstraat 14       | 51° 11' 21" NB, 4° 44' 18" OL | 46961   | Brugwachterswoning                                            |
| Vrijstaande dorpswoning                                       |                                |                       | Grobbendonk  | Boudewijnstraat 39       | 51° 11' 18" NB, 4° 44' 22" OL | 46962   | Vrijstaande dorpswoning                                       |
| Saswachterswoning en sluiskom                                 | Monument                       |                       | Grobbendonk  | Derde Sas 9              | 51° 10' 37" NB, 4° 42' 37" OL | 46963   | Saswachterswoning en sluiskom                                 |
| Hofke van Eisterlee                                           |                                |                       | Grobbendonk  | Dobbelhoefweg 29         | 51° 11' 18" NB, 4° 43' 29" OL | 46964   | Hofke van Eisterlee                                           |
| Langgestrekte hoeve                                           |                                |                       | Grobbendonk  | Eisterlee 2              | 51° 11' 21" NB, 4° 42' 41" OL | 46965   | Langgestrekte hoeve                                           |
| Eisterleehoeve                                                |                                |                       | Grobbendonk  | Gilliam 29               | 51° 11' 15" NB, 4° 43' 38" OL | 46966   | Eisterleehoeve                                                |
| Dorpswoning                                                   |                                |                       | Grobbendonk  | Herentalse steenweg 46   | 51° 10' 33" NB, 4° 45' 46" OL | 46967   | Dorpswoning                                                   |
| Goorkasteel                                                   |                                |                       | Grobbendonk  | Herentalse steenweg 54   | 51° 10' 34" NB, 4° 46' 3" OL  | 46968   | Goorkasteel                                                   |
| Afspanning De Leeuw                                           | Monument                       |                       | Grobbendonk  | Hofeinde 14              | 51° 11' 40" NB, 4° 44' 51" OL | 46969   | Afspanning De Leeuw                                           |
| Voorgebouw kasteel Grobbendonk                                | Monument                       |                       | Grobbendonk  | Hofeinde 20-22           | 51° 11' 39" NB, 4° 45' 21" OL | 46970   | Voorgebouw kasteel Grobbendonk                                |
| Watertoren van 1961                                           |                                |                       | Grobbendonk  | Hofeinde                 | 51° 11' 46" NB, 4° 44' 50" OL | 46971   | Watertoren van 1961                                           |
| Schandpaal                                                    |                                |                       | Grobbendonk  | Hofeinde                 | 51° 11' 45" NB, 4° 44' 51" OL | 46972   | Schandpaal                                                    |
| Hoeve ter Hulsdonck                                           |                                |                       | Grobbendonk  | Hofeinde 27              | 51° 11' 43" NB, 4° 45' 11" OL | 46973   | Hoeve ter Hulsdonck                                           |
| Kostershuis-dorpsschool                                       |                                |                       | Bouwel       | Berdenweg 6              | 51° 10' 13" NB, 4° 44' 35" OL | 46974   | Kostershuis-dorpsschool                                       |
| Hoeve Echelpoelschrans                                        |                                |                       | Bouwel       | Binnenheide 19           | 51° 9' 52" NB, 4° 43' 12" OL  | 46975   | Hoeve Echelpoelschrans                                        |
| Hoeve De Roskam                                               | Monument: langsschuur, bakhuis |                       | Bouwel       | Binnenheide 24           | 51° 9' 45" NB, 4° 43' 12" OL  | 46976   | Hoeve De Roskam                                               |
| Langgestrekte hoeve De Reykens                                |                                |                       | Bouwel       | Binnenheide 30           | 51° 9' 33" NB, 4° 43' 18" OL  | 46977   | Langgestrekte hoeve De Reykens                                |
| Vrijstaande dorpswoning                                       |                                |                       | Bouwel       | Dijkstraat 8             | 51° 9' 52" NB, 4° 45' 18" OL  | 46978   | Vrijstaande dorpswoning                                       |
| Vrijstaande dorpswoning                                       |                                |                       | Bouwel       | Dorp 31                  | 51° 10' 14" NB, 4° 44' 32" OL | 46980   | Vrijstaande dorpswoning                                       |
| Parochiekerk Onze-Lieve-Vrouw ten Hemel Opgenomen met kerkhof | Monument                       |                       | Bouwel       | Dorp 60                  | 51° 10' 11" NB, 4° 44' 36" OL | 46981   | Parochiekerk Onze-Lieve-Vrouw ten Hemel Opgenomen met kerkhof |
| Meisjesschool met bijhorend klooster                          | Monument                       |                       | Bouwel       | Dorp 55-57               | 51° 10' 9" NB, 4° 44' 33" OL  | 46982   | Meisjesschool met bijhorend klooster                          |
| Dorpswoning                                                   |                                |                       | Bouwel       | Dorp 54                  | 51° 10' 9" NB, 4° 44' 37" OL  | 46983   | Dorpswoning                                                   |
| Kleuterafdeling van de vrije basisschool                      |                                |                       | Bouwel       | Dorp 68                  | 51° 10' 8" NB, 4° 44' 36" OL  | 46984   | Kleuterafdeling van de vrije basisschool                      |
| Personeelswoning                                              |                                |                       | Bouwel       | Dorp 69                  | 51° 10' 6" NB, 4° 44' 34" OL  | 46985   | Personeelswoning                                              |
| Langgestrekte hoeve Het Huisveld                              |                                |                       | Bouwel       | Hanegoor 50              | 51° 9' 30" NB, 4° 44' 42" OL  | 46989   | Langgestrekte hoeve Het Huisveld                              |
| Herberg Engels Huis                                           |                                |                       | Bouwel       | Herenthoutse steenweg 2  | 51° 9' 55" NB, 4° 44' 48" OL  | 46990   | Herberg Engels Huis                                           |
| Sint-Jozefskapel                                              |                                |                       | Bouwel       | Herenthoutse steenweg    | 51° 9' 53" NB, 4° 44' 47" OL  | 46991   | Sint-Jozefskapel                                              |
| Postkantoor                                                   |                                |                       | Bouwel       | Herenthoutse steenweg 4  | 51° 9' 53" NB, 4° 44' 49" OL  | 46992   | Postkantoor                                                   |
| Oud postkantoor                                               |                                |                       | Bouwel       | Herenthoutse steenweg 6  | 51° 9' 53" NB, 4° 44' 49" OL  | 46993   | Oud postkantoor                                               |
| Herberg Palmenhof                                             |                                |                       | Bouwel       | Herenthoutse steenweg 71 | 51° 9' 35" NB, 4° 44' 53" OL  | 46994   | Herberg Palmenhof                                             |
| Kasteeldomein Bouwelhof                                       | Monument                       |                       | Bouwel       | Het Park 1               | 51° 10' 7" NB, 4° 44' 58" OL  | 46995   | Kasteeldomein Bouwelhof                                       |
| Afspanning De Kroon                                           | Monument                       |                       | Bouwel       | Langenheuvel 21          | 51° 9' 45" NB, 4° 45' 6" OL   | 46996   | Afspanning De Kroon                                           |
| Kapel van de Langenheuvel                                     | Monument                       |                       | Bouwel       | Langenheuvel             | 51° 9' 51" NB, 4° 45' 21" OL  | 46998   | Kapel van de Langenheuvel                                     |
| Lourdesgrot                                                   |                                |                       | Bouwel       | Molendreef               | 51° 9' 47" NB, 4° 44' 36" OL  | 46999   | Lourdesgrot                                                   |
| Graanwindmolen en molenhuizen                                 | Monument                       |                       | Bouwel       | Molenstraat 36-37,       | 51° 9' 40" NB, 4° 44' 27" OL  | 47000   | Graanwindmolen en molenhuizen                                 |
| Pastorie Onze-Lieve-Vrouweparochie                            | Monument                       |                       | Bouwel       | Rode Haagjes 4           | 51° 10' 11" NB, 4° 44' 40" OL | 47004   | Pastorie Onze-Lieve-Vrouweparochie                            |
| Rentmeesterwoning De Snippelingen                             | landschap                      |                       | Bouwel       | Stationlei 1             | 51° 10' 3" NB, 4° 44' 46" OL  | 47005   | Rentmeesterwoning De Snippelingen                             |
| Daglonerswoningen De Huiskens                                 | landschap                      |                       | Bouwel       | Stationlei 36-40, 40A    | 51° 10' 5" NB, 4° 44' 43" OL  | 47006   | Daglonerswoningen De Huiskens                                 |
| Hoeve Bouwelhoef                                              | Monument                       |                       | Bouwel       | Stationlei 42            | 51° 10' 3" NB, 4° 44' 40" OL  | 47007   | Hoeve Bouwelhoef                                              |
| Boswachtershuis                                               | landschap                      |                       | Bouwel       | Stationlei 44            | 51° 9' 58" NB, 4° 44' 44" OL  | 47008   | Boswachtershuis                                               |
| Villa                                                         |                                |                       | Bouwel       | Ter Duinen 3A            | 51° 10' 14" NB, 4° 44' 28" OL | 47009   | Villa                                                         |
| Kapelletje van Eisterlee                                      |                                |                       | Grobbendonk  | Kapelletjesweg           | 51° 11' 15" NB, 4° 41' 45" OL | 85513   | Kapelletje van Eisterlee                                      |
| Kapel van Boshoven                                            |                                |                       | Grobbendonk  | Kapelstraat              | 51° 11' 56" NB, 4° 43' 50" OL | 85514   | Kapel van Boshoven                                            |
| Hoeve Het Schranshof                                          | Monument                       |                       | Grobbendonk  | Kasteelstraat 4          | 51° 11' 32" NB, 4° 44' 31" OL | 85515   | Hoeve Het Schranshof                                          |
| Langgestrekte hoeve                                           |                                |                       | Grobbendonk  | Leemputten 14            | 51° 11' 26" NB, 4° 42' 33" OL | 85516   | Langgestrekte hoeve                                           |
| Villa in nieuwe zakelijkheid                                  |                                |                       | Grobbendonk  | Lierse steenweg 56       | 51° 10' 18" NB, 4° 43' 57" OL | 85517   | Villa in nieuwe zakelijkheid                                  |
| Hoevecomplex                                                  |                                |                       | Grobbendonk  | Bosduifstraat 1-2, 3     | 51° 10' 26" NB, 4° 46' 42" OL | 85518   | Hoevecomplex                                                  |
| Neoclassicistisch herenhuis met beukenpark                    |                                |                       | Grobbendonk  | Netestraat 4             | 51° 11' 16" NB, 4° 44' 18" OL | 85519   | Neoclassicistisch herenhuis met beukenpark                    |
| Woonstalhuis                                                  |                                |                       | Grobbendonk  | Netestraat 25            | 51° 11' 15" NB, 4° 44' 25" OL | 85520   | Woonstalhuis                                                  |
| Kapel Onze-Lieve-Vrouw Onbevlekt Ontvangen                    |                                |                       | Grobbendonk  | Nijlse baan              | 51° 10' 58" NB, 4° 44' 15" OL | 85521   | Kapel Onze-Lieve-Vrouw Onbevlekt Ontvangen                    |
| Hoeve Pullaardhoef                                            |                                |                       | Grobbendonk  | Pullaard 3               | 51° 12' 29" NB, 4° 43' 59" OL | 85522   | Hoeve Pullaardhoef                                            |
| Neoclassicistisch herenhuis                                   |                                |                       | Grobbendonk  | Schransstraat 31-33      | 51° 11' 37" NB, 4° 44' 28" OL | 85523   | Neoclassicistisch herenhuis                                   |
| Twee dorpswoningen                                            |                                |                       | Grobbendonk  | Schransstraat 44-46      | 51° 11' 36" NB, 4° 44' 33" OL | 85524   | Twee dorpswoningen                                            |
| Kapel van het rustoord Sint-Maria-Magdalena                   |                                |                       | Grobbendonk  | Schransstraat 53         | 51° 11' 40" NB, 4° 44' 38" OL | 85525   | Kapel van het rustoord Sint-Maria-Magdalena                   |
| Vrijstaand burgerhuis                                         |                                |                       | Grobbendonk  | Steenbergstraat 5        | 51° 11' 41" NB, 4° 44' 17" OL | 85526   | Vrijstaand burgerhuis                                         |
| Priorij Onze-Lieve-Vrouw Ten Troon                            | Monument                       |                       | Grobbendonk  | Troon 30                 | 51° 11' 5" NB, 4° 46' 43" OL  | 85527   | Priorij Onze-Lieve-Vrouw Ten Troon                            |
| Saswachterswoning                                             | Monument                       |                       | Grobbendonk  | tSas 4                   | 51° 11' 17" NB, 4° 44' 35" OL | 85528   | Saswachterswoning                                             |
| Vrijstaande eengezinswoning                                   |                                |                       | Grobbendonk  | Vaartstraat 5            | 51° 11' 22" NB, 4° 44' 28" OL | 85529   | Vrijstaande eengezinswoning                                   |
| Villa Natuurvriendenhuis                                      |                                |                       | Grobbendonk  | Vrijheidsstraat 5        | 51° 10' 31" NB, 4° 44' 32" OL | 85530   | Villa Natuurvriendenhuis                                      |
| Reeks arbeiderswoningen                                       |                                |                       | Grobbendonk  | Warme Handstraat 8-16    | 51° 12' 1" NB, 4° 43' 10" OL  | 85531   | Reeks arbeiderswoningen                                       |
| Banmolen                                                      | Monument                       |                       | Grobbendonk  | Watermolenweg 1          | 51° 11' 40" NB, 4° 45' 10" OL | 85532   | Banmolen                                                      |
| Sluizenstelsel                                                |                                |                       | Grobbendonk  | Watermolenweg            | 51° 11' 40" NB, 4° 45' 13" OL | 85533   | Sluizenstelsel                                                |
| Boerenwoning                                                  |                                |                       | Grobbendonk  | Zavelstraat 22           | 51° 11' 47" NB, 4° 42' 52" OL | 85534   | Boerenwoning                                                  |

### Bouwkundige gehelen
| Object       | Erfgoedstatus? | Bouwjaar of architect | Deelgemeente | Adres                                     | Coördinaten | Nummer? | Afbeelding   |
| ------------ | -------------- | --------------------- | ------------ | ----------------------------------------- | ----------- | ------- | ------------ |
| Kerkomgeving | landschap      |                       | Bouwel       | Berdenweg, Dorp, Rode Haagjes, Stationlei |             | 300179  | Kerkomgeving |